# Mieruniszki
Mieruniszki (deutsch Mierunsken, 1938 bis 1945 Merunen) ist ein Dorf in der polnischen Woiwodschaft Podlachien und gehört zur Landgemeinde Filipów im Powiat Suwalski.

## Geographische Lage
Mieruniszki liegt im äußersten Nordwesten der Woiwodschaft Podlachien am Südostufer des Großen Mierunsker Sees (Großer Meruner See, polnisch Jezioro Mieruńskie Wielkie). Bis zur einstigen Kreisstadt Olecko (Marggrabowa, 1928 bis 1945 Treuburg) sind es 16 Kilometer in südwestlicher Richtung, und die heutige Kreismetropole Suwałki liegt 30 Kilometer entfernt in östlicher Richtung.

## Geschichte
Merunysky wurde 1422 in einer Urkunde des Friede vom Melnosee (polnisch Jezioro Mełno) erwähnt. Es ging damals um die Definition der Grenze zwischen Polen und dem Gebiet des Deutschen Ordens. Die eigentliche Gründung des später größten Dorfes im Kreis Oletzko erfolgte erst 1537.
Mierunsken mit seinem etwa zwei Kilometer vom Ort entfernten Gut wurde am 27. Mai 1874 Amtsdorf und damit namensgebend für einen Amtsbezirk, der – ab 1939 umbenannt in „Amtsbezirk Merunen“ – bis 1945 bestand und zum Kreis Oletzko – 1933 bis 1945 „Landkreis Treuburg“ genannt – im Regierungsbezirk Gumbinnen der preußischen Provinz Ostpreußen gehörte.
Im Jahre 1910 waren in Mierunsken 1.309 Einwohner gemeldet. Im Jahre 1885 waren es bereits 1.454 gewesen, 1933 dann nur noch 1.189, und 1939 lediglich 1.088. Aufgrund der Bestimmungen des Versailler Vertrags stimmte die Bevölkerung in den Volksabstimmungen in Ost- und Westpreußen am 11. Juli 1920 über die weitere staatliche Zugehörigkeit zu Ostpreußen (und damit zu Deutschland) oder den Anschluss an Polen ab. In Mierunsken stimmten 1.031 Einwohner für den Verbleib bei Ostpreußen, auf Polen entfielen keine Stimmen.
Am 3. Juni – amtlich bestätigt am 16. Juli – des Jahres 1938 wurde Mierunsken aus politisch-ideologischen Gründen der Abwehr fremdländisch klingender Ortsnamen in „Merunen“ umbenannt. In Kriegsfolge kam das Dorf 1945 mit dem ganzen südlichen Ostpreußen zu Polen und heißt seitdem „Mieruniszki“. Von 1945 bis 1954 bestand die Landgemeinde Mieruniszki, damals in der Woiwodschaft Białystok, von 1975 bis 1998 der Woiwodschaft Suwałki und seither der Woiwodschaft Podlachien zugehörig. Mieruniszki ist jetzt eine Ortschaft der Landgemeinde Filipów im Powiat Suwalski.

### Amtsbezirk Mierunsken/Merunen (1874–1945)
Zum Amtsbezirk Mierunsken/Merunen gehörten in den Jahren zwischen 1874 und 1945 fünf Dörfer:
| Name       | Änderungsname (1938 bis 1945) | Polnischer Name |
| ---------- | ----------------------------- | --------------- |
| Bittkowen  | Bittkau (Ostpr.)              | Bitkowo         |
| Borawsken  | Deutscheck (Ostpr.)           | Borawskie       |
| Garbassen  |                               | Garbas Drugi    |
| Mierunsken | Merunen                       | Mieruniszki     |
| Plöwken    |                               | Plewki          |

## Kirche

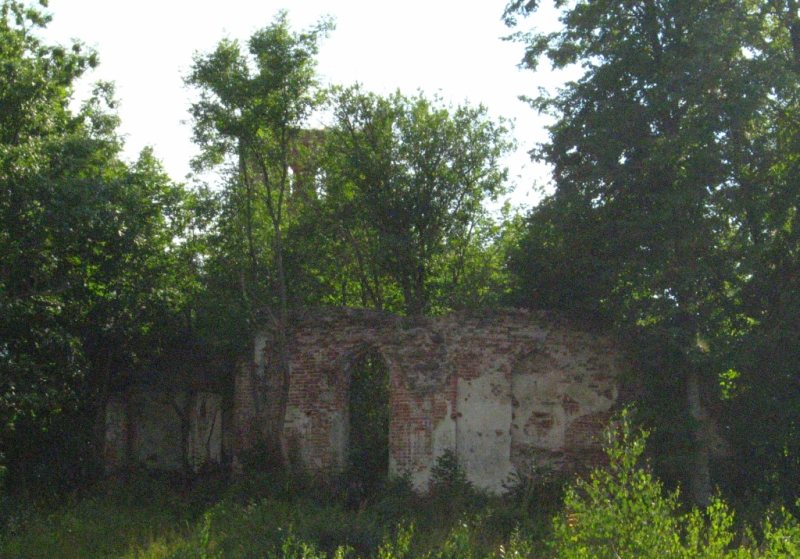
Ruine der Kirche in Mierunsken/Merunen (Mieruniszki)

### Kirchengebäude
Bis 1945 gab es in Mierunsken/Merunen eine evangelische Kirche, die bereits 1545 erwähnt wurde, jedoch nach Zerstörung 1656/57 erst 1710 wieder neu errichtet werden konnte. Es handelte sich um eine verputzte Feldsteinkirche mit vorgelegtem Westturm. 1945 wurde auch dieses Bauwerk zerstört. Von ihm sind nur noch Ruinenreste vorhanden.

### Kirchengemeinde
Eine evangelische Kirchengemeinde gab es in Mierunsken bereits wenige Jahre nach der Dorfgründung. Zu seinem Kirchspiel gehörten 25 Orte, Ortschaften und Wohnplätze, in denen im Jahre 1925 5.622 Gemeindeglieder lebten. Im Jahre 1913 gliederte man die selbständige Kirchengemeinde Sczeczinken (1916 bis 1945: Eichhorn, polnisch Szczecinki) aus, die jedoch mit der Pfarre in Mierunsken/Merunen verbunden blieb. Sie war Teil des Kirchenkreises Oletzko/Treuburg in der Kirchenprovinz Ostpreußen der Kirche der Altpreußischen Union. Die heute in Mieruniszki lebenden evangelischen Kirchenglieder gehören zur Pfarrei in Suwałki mit der Filialkirche in Gołdap (Goldap) in der Diözese Masuren der Evangelisch-Augsburgischen Kirche in Polen. Im Dorf existieren noch zwei ehemalige evangelische Friedhöfe, die wie auch die Kirchenruine, unter Denkmalschutz stehen.
Die vor 1945 wenigen katholischen Kirchenglieder waren damals nach Marggrabowa/Treuburg (polnisch Olecko) im Bistum Ermland hin orientiert. Heute sind sie in der Mehrheit und in die Kirche zu Filipów eingepfarrt. Sie gehört zum Dekanat Filipów im Bistum Ełk (Lyck) der Katholischen Kirche in Polen.

## Verkehr
Mieruniszki liegt an der bedeutenden polnischen Woiwodschaftsstraße 652 (einstige deutsche Reichsstraße 137), die die beiden Landesstraßen DK 8 und DK 65 verbindet und damit eine Brückenfunktion zwischen den Woiwodschaften Podlachien und Ermland-Masuren ausübt. Außerdem enden in Mierusniszki zwei Nebenstraßen, die aus nördlicher Richtung von Dzięgiele (Dzingellen, 1938 bis 1945 Widmannsdorf) bzw. aus südlicher Richtung von Babki Oleckie (Babken, 1938 bis 1945 Legenquell) nach hier führen.
Bis 1945 hatte Mierunsken/Merunen mit vier Stationen Bahnanschluss an die Bahnstrecke Treuburg–Garbassen (Olecko–Garbas Drugi) der Treuburger Kleinbahnen, die nach dem Kriege nicht wieder in Betrieb genommen wurde.

## Söhne und Töchter des Ortes
- Hans-Dieter Tippenhauer (1943–2021), Fußballtrainer und -manager